# Oleg Maisenberg
Oleg Maisenberg (en russe : Олег Иосифович Майзенберг, Oleg Iossifovitch Maïzenberg, né le 29 avril 1945 à Odessa) est un pianiste russe naturalisé autrichien.

## Biographie
Né dans une famille juive, Oleg Maisenberg reçut ses premières leçons de piano de sa mère à l'âge de 5 ans. Il poursuivit ses études à l'École centrale de musique de Kichinev et au Gnessin Institute de Moscou, où il eut comme professeur Jocheles. En 1967, il remporta le second prix au Concours International Schubert à Vienne, où il remporta la même année le premier prix au concours "Musique du XXe siècle". De 1971 à 1980, il se produisit régulièrement avec l'Orchestre philharmonique de Moscou ainsi que d'autres orchestres de renom de l'Union soviétique.
En 1981, il a émigré à l'Ouest et s'installe à Vienne. 
En 1983, il fait ses débuts en Amérique avec l'Orchestre de Philadelphie sous la direction d'Eugene Ormandy. Entre 1985 et 1989, il enseigne en tant que professeur d'abord à l'Académie de Musique de Stuttgart et puis à l'Académie de musique et des arts du spectacle de Vienne.